# 大学のマスコットキャラクター一覧
大学のマスコットキャラクター一覧は、大学の公式マスコットキャラクターおよびそれに類するものの一覧である。
以下、大学の都道府県は大学本部所在地の都道府県とし、国立大学、公立大学、私立大学の順番でそれぞれ五十音順に列挙する。

## 北海道
- 小樽商科大学
  - 商大くん - 初号機と弐号機が存在する[1]。
- 北海道大学
  - ふっとう君（北大祭） - 妖精[2]。
  - ほのか（図書館） - エゾリスという設定で2016年2月29日に名称が決定した[3]。
  - うらら（図書館） - エゾリスという設定で2016年2月29日に名称が決定した[3][4]。
  - スーガくん（理学部数学科）[5]
  - オメガちゃん（理学部数学科）[5]
  - 絶対零子（理学部物理学科） - 理学部物理学科2回生という設定[6]。
  - える娘（ELMS）[7]
  - CoSMO-chan（技術支援・設備共用コアステーション）[8]
- 室蘭工業大学
  - ムロぴょん - 室蘭工業大学の頭文字の「M」を擬人化[9]
- 旭川市立大学
  - ポラ郎[10]
- 釧路公立大学
  - つるにゃん（生協）[11]
- 公立千歳科学技術大学
  - カーギー[12]
- 札幌大学
  - sappu - ヒグマをモチーフとする[13]。
  - unipon - ヒグマをモチーフとする[13]
- 札幌大谷大学
  - フーニー[14]
- 札幌学院大学
  - ブラウニー - エゾリスがモチーフ[15]
- 札幌国際大学
  - コクサイくん[16]
- 札幌保健医療大学
  - かもんちゃん（図書館）[17]
- 星槎道都大学
  - シカぼう[18]
- 北海道医療大学
  - ふくるん（総合図書館）[19]
- 北海道科学大学
  - かがくガオー[20]
- 北海道情報大学
  - エトちゃん（図書館）[21]
  - エリー（図書館）[21]
  - リアン（図書館）[21]
- 藤女子大学
  - ふじぽ[22]
- 酪農学園大学
  - サンディー（社会連携センター）[23]

## 東北地方

### 青森県
- 弘前大学
  - ひろりん[24]
- 青森県立保健大学
  - モーリー - 開学10周年を記念して誕生[25]。
  - リンリン - 開学10周年を記念して誕生[25]。
- 青森中央学院大学
  - まあちくん[26]
- 柴田学園大学
  - ソノ[27]
  - マナブ[27]
- 八戸工業大学
  - 八工犬 - オスとメスの2種類が存在。

### 岩手県
- 岩手大学
  - がんちゃん[28]
  - グロビ（global village） - カワウソをモチーフとする[28]
- 富士大学
  - 富士犬[29]
- 盛岡大学
  - モリダイフク（図書館）[30]

### 宮城県
- 東北大学
  - 研一 - 創立115周年・総合大学100周年を記念して誕生[31]。
  - きんけんちゃん（金属材料研究所）[32]
  - いだっち（加齢医学研究所）[32]
  - りゅーたん（流体科学研究所）[32][33]
  - リエっくん（電気通信研究所）[32]
  - さいがい犬イリ（災害科学国際研究所）[32]
  - うしとらーん（東北アジア研究センター）[32]
  - ふーちゃん（学際科学フロンティア研究所）[34]
  - PIくん（材料科学高等研究所）[32]
  - ふみくん（史料館）[32]
  - はぎのすけ（図書館）[32]
  - ずんだぬき（工学系女性研究者育成支援推進室）[35]
  - シュウ（萩友会）[36]
  - ユウ（萩友会）[36]
  - カイ（萩友会）[36]
  - ぺーとん（東北大学祭）[37]
- 宮城教育大学
  - MUE（図書館） - 2011年8月に誕生[38]
- 仙台大学
  - Wolfie[39]
- 東北学院大学
  - るるじゅ（東北学院コンシェルジュ）[40]
- 東北福祉大学
  - 福丸[41]
  - 福姫[41]
  - ぷくてん（図書館）[42]
- 東北文化学園大学
  - つっちぃ - 2016年4月27日誕生[43]。
- 宮城学院女子大学
  - みゃーがくちゃん（大学祭）[44]

### 秋田県
- 秋田大学
  - ぐーす（学生広報） - カモシカがモチーフ[45]。
  - キース（学生広報） - カモシカがモチーフ[45]。
  - カモン（教育文化学部） - カモシカがモチーフ[46]。
- 秋田県立大学
  - 潮犬（潮風祭）[47]
- 国際教養大学
  - ONE - モチーフは秋田犬[48]。

### 山形県
- 山形大学
  - ぎんなちゃん（校友会）[49]
- 山形県立保健医療大学
  - ワイワイ[50]
- 山形県立米沢栄養大学
  - はかっぺ君[51]

### 福島県
- 福島大学
  - めばえちゃん[52]

## 関東地方

### 茨城県
- 茨城大学
  - いばP（入試広報）[53]
  - こうがくサイ（こうがく祭）[54]
  - わらづと君（図書館）[55]
- 筑波大学
  - コズミくん（アスレチックデパートメント）[56]
  - そぽたん（雙峰祭）[57]
  - ちゅーりっぷさん（図書館）[58]
  - がまじゃんぱー（図書館）[58]
- 筑波技術大学
  - でんでん[59]
- 茨城キリスト教大学
  - AZULIC[60]
  - アイスィー（図書館）[61]
- 常磐大学
  - ときわんこ[62]

### 栃木県
- 宇都宮大学
  - 宇〜太[63]
- 文星芸術大学
  - 文星あーとクン[64]
- 白鷗大学
  - ゆうちゃん（鷗友会） - カモメをモチーフとする[65]。
  - おうくん（鷗友会） - カモメをモチーフとする[65]。

### 群馬県
- 群馬大学
  - あらちゃん（荒牧祭）[66]
- 高崎経済大学
  - たかまる[67]
  - このみん[67]

### 埼玉県
- 埼玉大学
  - メリンちゃん - 創立60年周年記念で誕生[68]
- 埼玉県立大学
  - すぷちゃん（清透祭）[69]
- 共栄大学
  - ともえちゃん[70]
- 埼玉工業大学
  - フカニャン[71]
- 城西大学
  - ジョー君 - サイをモチーフとする[72]
  - コマちゃん - サイをモチーフとする[72]。
- 尚美学園大学
  - メディ（図書館）[73]
  - アディ（図書館）[73]
- 聖学院大学
  - ほたるん（ほたる祭）[74]
- 十文字学園女子大学
  - プラスちゃん - シロクマをモチーフとする[75]
  - もっくん（図書館）[76]
- 獨協大学
  - どく太くん - 創立35周年記念事業の一環で誕生[77]。
- 日本保健医療大学
  - ミカタちゃん・シエンくん（学修支援センター）[78]
- 人間総合科学大学
  - つるまる[79]
  - つるこ[79]
- ものつくり大学
  - もっくん - 製造技能工芸学科の学生という設定[80]。

### 千葉県
- 千葉大学
  - ニシ - 顔は西千葉キャンパスの形をしている[81]。
  - イノ - 顔は亥鼻キャンパスの形をしている[81]。
  - マツ - 顔は松戸キャンパスの形をしている[81]。
  - スミ - 顔は墨田サテライトキャンパスの形をしている[81]。
  - カシ - 顔は柏の葉キャンパスの形をしている[81]。
- 江戸川大学
  - ねこ館長（図書館）[82]
- 開智国際大学
  - 柏もちくん（柏学祭）[83]
- 亀田医療大学
  - はーとちゃん[84]
- 川村学園女子大学
  - トコちゃん（観光文化学科）[85]
  - 大和ふみか（日本文化学科）[86]
  - きなこ（日本文化学科）[86]
- 秀明大学
  - メイ[87]
- 淑徳大学
  - しゅくとくま[88]
- 城西国際大学
  - ジェイ・アイ[89]
- 聖徳大学
  - ファイ[90]
  - リーン[90]
- 千葉工業大学
  - チバニー - 坂崎千春がデザインを担当した[91]。
- 中央学院大学
  - チューインコ[92]
- 放送大学
  - まなびー[93]
- 明海大学
  - めかくん（明海祭）[94]
- 流通経済大学
  - りゅうか[95]
  - アンリ・コウ（流通情報学部）[96]
- 麗澤大学
  - れいたくん（麗陵祭）[97]
  - れいこちゃん（麗陵祭）[97]

### 東京都
- お茶の水女子大学
  - きいちゃん（徽音祭）[98]
  - おかめちゃん（図書館）[99]
  - しほりちゃん（図書館）[99]
  - ららさん（図書館）[99]
  - ちせちゃん（歴史資料館）[99]
- 電気通信大学
  - りさじゅう - 大学創立100周年記念で誕生[100]。
- 東京大学
  - 赤門じい（ひらけ！赤門プロジェクト） - 東京大学130周年記念事業で誕生した「赤門爺」のリバイバルであり、2025年に登場した[101]。
  - ISTyくん（大学院情報理工学系研究科）[102]
  - イチ公（運動会） - 第48回全国七大学総合体育大会のマスコットとして登場した「ナナ公」が好評であったため、「イチ公」の名前で運動会のマスコットキャラクターとなった[103]。
  - 結晶すぽんじ（社会連携講座「統合分子構造解析講座」）[104]
  - こまっけろ（駒場祭）[105]
  - こまとちゃん（駒場図書館）[106]
  - コマバのユータス（教養学部） - モチーフはカラスである[107][108]。
  - シェイクン（社会科学研究所）[109]
  - 物性犬（物性研究所）[110]
  - めい（五月祭）[111]
- 東京科学大学
  - ピコディー（工大祭） - 2023年まではテックちゃんが工大祭のマスコットであった[112][113]。
- 東京外国語大学
  - トビタくん[114]
  - たふくじら（外語祭）[115]
  - たこすくん（生協学生委員会）[116]
- 東京海洋大学
  - ドゥーン・マグロ（海鷹祭）[117]
  - みな海（女性研究者支援機構）[118]
- 東京学芸大学
  - キャリヤギ（学生キャリア支援室）[119]
  - まなぶんぶん（図書館）[120]
  - もえた（小金井祭）[121]
- 東京農工大学
  - ハッケン・コウケン - 創基140周年を記念して誕生[122]。
- 一橋大学
  - ぽん吉（一橋祭）[123]
- 東京都立大学
  - ミヤコロン（総合研究推進機構）[124]
  - みやさん・ポポ太郎（みやこ祭）[125]
- 青山学院大学
  - EAGO - 1999年に大学開設50年を記念して誕生した[126]。
  - 銀にゃん[127]
  - さがみーご（相模原祭）[128]
- 桜美林大学
  - チェリーブロッサム（桜李祭）[129]
- 大妻女子大学
  - おーたん[130]
- 嘉悦大学
  - りすけ（図書館）[131]
- 学習院大学
  - さくまサン[132]
  - 文雄くん・文子ちゃん（人文科学研究科日本語日本文学専攻）[133]
- 学習院女子大学
  - さくらちゃん（図書館）[134]
- 国立音楽大学
  - おんぷカモ（図書館）[135]
- 慶應義塾大学
  - ユニコンくん（體育會應援指導部） - 1962年に誕生[136]。かつてはミッキーコーンくん[136]。
  - ユニ子ちゃん（體育會應援指導部） - 1962年に誕生[136]。かつてはユニマウスちゃんとも呼ばれていた[136]。
  - みたぬき（三田祭） - 第60回三田祭で誕生[137]
  - アンコ・バイナリー（理工学部情報工学科）[138]
- 工学院大学
  - コーガくん[139]
  - クイーンちゃん[139]
- 國學院大學
  - こくぴょん[140]
- 国際基督教大学
  - はちろう - 湯浅八郎にちなんで命名された[141]。
- 国士舘大学
  - KOKUSHIBA（広報課）[142]
- 実践女子大学
  - ときわん（常磐祭）[143]
  - ときりん（常磐祭）[143]
  - 実践美々子（図書館）[144]
  - 亀本さん（図書館）[144]
- 芝浦工業大学
  - テクしばくん - 2023年11月に公式マスコットに就任[145]
- 順天堂大学
  - ひのでまる（浦安・日の出キャンパス）[146]
- 上智大学
  - ソフィアンくん[147]
- 成蹊大学
  - ピーチくん[148]
- 専修大学
  - センディ[149]
- 創価大学
  - DEEくん[150]
  - ETANYちゃん[150]
  - GLOBOくん[150]
  - キャラナビ（キャリアセンター）[151]
- 大正大学
  - T-Duck[152]
- 拓殖大学
  - タッピー - 元々は紅陵祭のマスコットであったが、2022年10月に大学広報大使に昇格した[153]。
- 中央大学
  - チュー王子[154]
- 帝京大学
  - うってぃ（宇都宮キャンパス）[155]
  - てぃーぼー（八王子キャンパス）[156]
- 帝京科学大学
  - ばくもとさん（図書館）[157]
- 帝京平成大学
  - デイビット（四季祭）[158]
- 東海大学
  - リッキー[159]
  - ケンガット（建学祭）[160]
- 東京家政大学
  - りょっくん（板橋キャンパス学生支援センター） - 2024年に緑苑祭のキャラクターから昇格[161]
- 東京家政学院大学
  - よむニャン（図書館）[162]
- 東京経済大学
  - とけぽん（図書館）[163]
- 東京工科大学
  - こうかとん[164]
- 東京女子体育大学
  - とよぴー[165]
- 東京成徳大学
  - とっくん[166]
- 東京農業大学
  - 大魂くん（収穫祭）[167]
- 東京理科大学
  - 坊っちゃん - 創立125周年を記念して誕生[168]。
  - マドンナちゃん - 創立125周年を記念して誕生[168]。
- 東邦大学
  - とほにゃん（メディアセンター）[169]
- 東洋大学
  - しろやまさん（白山祭）[170]
- 日本大学
  - ミサコン（経済学部三崎祭）[171]
  - ゲーサイヌ（藝術学部日芸祭）[172]
  - 咲良舞（工学部北桜祭）[173]
  - 咲良楽（工学部北桜祭）[173]
  - 咲にゃん（工学部北桜祭）[173]
  - さんちゃん（三軒茶屋キャンパス）[174]
  - ちゃーさん（三軒茶屋キャンパス）[174]
  - こだぐま（商学部砧祭）[175]
  - 生産タクマ（生産工学部）[176]
  - 生産シーナ（生産工学部）[176]
  - フードック（生物資源科学部食品ビジネス学科）[177]
  - トム＆マーヤ（文理学部桜麗祭）[178]
  - フェニ男（法学部法桜祭）[179]
  - ふーぷく（理工学部桜理祭）[180]
- 法政大学
  - えこぴょん - 2008年11月に環境改善活動推進キャラクターとして誕生し、2013年11月に大学キャラクターに昇格[181]。
- 武蔵大学
  - シラキジくん[182]
- 明治大学
  - めいじろう - 2007年3月に広報課のキャラクターとしてデザインが決定し、2009年に大学公式キャラクターに昇格した[183]。応募時の名前は「ふーた」であった[183]。
- 明星大学
  - めいたん（星友祭）[184]
- 立教大学
  - Spen（SPF） - 体は立教カラーの紫、頭にツタを載せたペンギン[185]。
- 立正大学
  - モラりす[186]
- 早稲田大学
  - WASEDA BEAR - 創立125年を記念して2000年に誕生[187]。
  - わせだサイくん（早稲田祭） - 「早稲田祭2006」に登場した公式マスコットキャラクター「わせだサイ君」のリバイバル[188]。

### 神奈川県
- 横浜国立大学
  - かもめ先輩（常盤祭）[189]
- 横浜市立大学
  - ヨッチー[190]
- 麻布大学
  - あざぶう（生命・環境科学部食品生命科学科）[191]
- 神奈川大学
  - JIN[192]
  - KANA[192]
- 神奈川工科大学
  - かぜみちゃん（ECO活動宣言）[193]
- 神奈川歯科大学
  - かもめのケイディくん - 安齋肇がデザインを担当[194]。
- 鎌倉女子大学
  - みどりさん[195]
  - ミラクル - リスという設定[195]。
- 聖マリアンナ医科大学
  - マリーさん（医学情報センター）[196]
  - アンナさん（医学情報センター）[196]
- 鶴見大学
  - つるみん[197]
  - つるたん[197]

## 中部地方

### 新潟県
- 上越教育大学
  - マナーブ・デ・ジョーキョー先生[198]
- 三条市立大学
  - ノロジー[199]
- 敬和学園大学
  - Monami[200]
  - Nanami[200]
- 新潟医療福祉大学
  - つなでちゃん（同窓会）[201]
- 新潟工科大学
  - つくっ太郎[202]

### 富山県
- 富山大学
  - クロロくん（環境マスコットキャラクター）[203]
  - エコ博士（環境マスコットキャラクター）[203]
  - とみまる君（環境マスコットキャラクター）[203]
  - LiLiKa（図書館） - 通常バージョンのほか医薬学図書館バージョンと芸術文化図書館バージョンが存在[204]。
  - ナオルーん（薬学部）[205]
  - クスリーた（薬学部）[205]
  - 薬師愛（薬学部）[205]
  - 薬師創（薬学部）[205]
- 富山県立大学
  - カンちゃん（看護学部）[206]

### 石川県
- 北陸先端科学技術大学院大学
  - ジャイレオン[207]
- 北陸大学
  - ニュートンくん[208]

### 福井県
- 福井大学
  - かりんちゃん（図書館） - 令和6年度国立大学図書館協会地区協会助成事業により誕生[209][210]。
  - あんずちゃん（図書館） - 令和6年度国立大学図書館協会地区協会助成事業により誕生[209][210]。

### 山梨県
- 山梨大学
  - 梨子ちゃん（教育学部）[211]
  - 大福くん（教育学部）[211]
  - マナちゃん（教育学部）[211]
- 山梨学院大学
  - アルティ[212]
  - ベッキー[212]

### 長野県
- 信州大学
  - 信大ナナちゃん（図書館） - 複数の色違いが存在する[213]。
- 松本歯科大学
  - ブラストちゃん - 骨芽細胞をモチーフとする[214]。2017年の第34回松濤祭で初登場[214]。
  - クラストくん - 破骨細胞をモチーフとする[214]。2017年の第34回松濤祭で初登場[214]。
  - PTH - 2018年の第35回松濤祭で初登場[214]。
  - カルシトニン - 2018年の第35回松濤祭で初登場[214]。
  - 活性型ビタミンD - 2018年の第35回松濤祭で初登場[214]。
  - サイトちゃん - 2018年の第35回松濤祭で初登場[214]。
  - アゴつむり - 2018年の第35回松濤祭で初登場[214]。
  - プラークン - 歯垢をモチーフとする[214]。

### 岐阜県
- 岐阜大学
  - 鵜田さん（図書館） - 令和6年度国立大学図書館協会地区協会助成事業により誕生[209]。
- 岐阜協立大学
  - リバード - 岐阜経済大学創立50周年記念事業で誕生[215]。

### 静岡県
- 静岡大学
  - しずっぴー[216]
- 浜松医科大学
  - ハマイくん（図書館） - 令和6年度国立大学図書館協会地区協会助成事業により誕生[209]。

### 愛知県
- 愛知教育大学
  - 愛教ちゃん - 採用時の名称は「愛教くん」だった[217]
  - エディ[217]
- 豊橋技術科学大学
  - ギカジカ[218]
- 名古屋大学
  - メェだい（図書館）[219]
  - ふりゃあ（名大祭） - 2019年の第60回名大祭から名大祭のマスコットキャラクターを務める[220]。
- 名古屋工業大学
  - メイ[221]
  - タクミ[221]
  - 落単古墳マン（名工祭） - 毎年単位を落として留年している[222]。
  - ハニワくん（名工祭） - 「ハニハニ」しか喋れないため、毎年英語のみ落単している[222]。
  - 2号館たまごちゃん（名工祭）
- 中部大学
  - ちゅとら[223]
- 南山大学
  - Eva（図書館）[224]
  - Nana（図書館）[224]
  - Bato（図書館）[224]

## 近畿地方

### 三重県
- 三重大学
  - ミールド - 2024年5月31日に誕生[225]。
- 四日市大学
  - よんゾー（同窓会）[226]

### 滋賀県
- 滋賀大学
  - カモンちゃん - 井伊直弼がモチーフ[227]
- 滋賀医科大学
  - しがいたん - 2024年の開学50周年記念事業で誕生[228]。

### 大阪府
- 大阪大学
  - ワニ博士 - 「ゆるキャラグランプリ2018」でご当地ランキング部門全体27位、大学1位を獲得[229][230]。
  - たんぱくん（蛋白質研究所）[231]
  - きみちゃん（蛋白質研究所）[231]
- 大阪教育大学
  - やまお[232]
  - たまごどり[232]
- 大阪学院大学
  - フェニックスくん[233]
- 大阪経済大学
  - はてにゃん。[234]
- 大阪国際大学
  - キャプテングロービー[235]
  - チャーミィジェンヌ（短期大学部）[235]
- 関西大学
  - HONAkun（東京センター）[236]
  - Wanko（東京センター）[236]
  - OKAN（東京センター）[236]
- 関西福祉科学大学
  - ひつじおおかみ[237]
- 近畿大学
  - KINDAI BIG BLUE（体育会）[238]
  - マグロスキー（図書館） - 東大阪キャンパスに通う猫をモデルにデザインされた[239]
- 阪南大学
  - はぴなん[240]
- 東大阪大学
  - ココシカ[241]
- 森ノ宮医療大学
  - めでぃぐろう[242]
  - もりのん[242]

### 京都府
- 京都大学
  - クラちゃん（図書館）[243]
  - インちゃん（図書館）[243]
  - くまーく（複合原子力科学研究所）[244]
  - うさとん（複合原子力科学研究所）[244]
  - にゅー（複合原子力科学研究所）[244]
  - ろん（複合原子力科学研究所）[244]
- 京都教育大学
  - そったくん - 「啐啄同時」が名称の由来[245]
- 京都外国語大学
  - ウルス（図書館）[246]
  - ピピオ（図書館）[246]
- 京都精華大学
  - キャザラシ（マンガ学部キャラクターデザイン学科）[247]
- 京都橘大学
  - ひびき[248]
  - いく[248]
- 同志社大学
  - Ben-K[249]
- 花園大学
  - 花まるだ[250]
- 佛教大学
  - ぶったん - 佛教大学開学100周年を記念して2010年に誕生[251]。
- 立命館大学
  - よむりす（図書館）[252]
- 龍谷大学
  - ロンくん[253]
  - ロンちゃん[253]

### 兵庫県
- 神戸大学
  - 神大うりぼー[254]
  - うりぼうず（広報課）[254]
  - うりこ（図書館）[255]
- 兵庫教育大学
  - ひょうちゃん - 「兵」の文字がモチーフ[256]。
- 関西学院大学
  - フタコープラクダ（生協）[257]
  - クララ（生協）[257]
  - ピスタ（生協）[257]
- 甲南大学
  - なんぼーくん[258]
- 神戸女子大学
  - お史ちゃん（文学部史学科）[259]
- 姫路大学
  - ひめみちくん[260]
- 武庫川女子大学
  - Lavy[261]
- 流通科学大学
  - りゅうか[262]

### 奈良県
- 奈良教育大学
  - なっきょん - 大学の略称である「奈教」が名前の由来[263]。
- 奈良先端科学技術大学院大学
  - NASURA[264]

### 和歌山県
- 和歌山大学
  - わだにゃん[265]

## 中国・四国地方

### 鳥取県
- 鳥取大学
  - とりりん - 県の鳥である「オシドリ」をモチーフとする[266]。
- 鳥取看護大学
  - かんとりぃ☆[267]

### 島根県
- 島根大学
  - あしかる（博物館） - ニホンアシカをモチーフとする[268]。
- 島根県立大学
  - オロリン[269]

### 岡山県
- 岡山県立大学
  - チューやん[270]
  - 鬼野ジョー先生[270]
- 美作大学
  - 地域貢剣ミマダイン[271]

### 広島県
- 広島大学
  - ひろティー - 大学のモチーフであるフェニックスをモチーフとする[272]。
- 県立広島大学
  - アビー教授[273]
- 広島市立大学
  - ゼフィ（学生広報）[274]
- 広島工業大学
  - キャロミ（女子学生キャリアデザインセンター）[275]
- 広島修道大学
  - しゅうまる[276]
- 福山大学
  - ふくりん[277]
- 福山平成大学
  - へいちゃん[278]

### 山口県
- 山口大学
  - ヤマミィ[279]

### 徳島県
- 徳島大学
  - とくぽん[280]
- 鳴門教育大学
  - なる⭐︎ワン[281]
- 四国大学
  - しこぽん[282]
  - あいたん（短期大学部）[282]
- 徳島文理大学
  - モリス（保健福祉学部）[283]

### 香川県
- 香川大学
  - カダイス君（キャリア支援センター）[284]
- 高松大学
  - かすがたぬき たーちゃん[285]

### 愛媛県
- 愛媛大学
  - えみか[286]
- 松山大学
  - 松大みきゃん[287]

### 高知県
- 高知大学
  - SANKAくん（男女共同参画推進室）[288]。

## 九州・沖縄地方

### 福岡県
- 九州大学
  - キューリット（理系図書館）[289]
  - Qボー（体育総務委員会）[290]
- 九州工業大学
  - キュドラ（図書館）[291]
  - キューラ（図書館）[291]
- 福岡教育大学
  - フッキー[292]
- 北九州市立大学
  - きたきゅっち[293]
- 西南学院大学
  - ジョージくん（博物館）[294]
- 福岡大学
  - 福太郎先生（図書館）[295]
  - ペンギンズ - 学部によって色違いが存在（図書館）[295]。

### 佐賀県
- 佐賀大学
  - カッチーくん[296]
- 西九州大学・西九州大学短期大学部
  - ナガーラ[注 2][297]

### 熊本県
- 熊本大学
  - くまぽん（図書館） - 2008年（平成20年）4月1日誕生[298]。

### 大分県
- 日本文理大学
  - BRAVES[299]

### 宮崎県
- 宮崎大学
  - みやだいもうくん[300]
- 宮崎国際大学
  - MIU - かつてはMICという名称だったが大学の英語名変更に伴い改名した[301]

### 鹿児島県
- 鹿児島大学
  - さっつん[302]
- 鹿屋体育大学
  - バララン[303]
- 鹿児島国際大学
  - センちゃん（大学COC事業）[304]
  - オブちゃん（大学COC事業）[304]
  - コムちゃん（大学COC事業）[304]

### 沖縄県
- 琉球大学
  - きじむん（図書館）[305]
- 沖縄国際大学
  - びっくりん[306]
  - はてなん[306]